# Franklin Fonseca Balinge
Franklin Fonseca Balinge, noto con il nome d'arte Frank Sanders (Amsterdam, 15 maggio 1946), è un cabarettista, attore, cantante regista, coreografo e ballerino olandese.

## Biografia
Studiò presso l'Accademia Johan Verdoner per il Teatro di Varietà ad Amsterdam, conseguendo il diploma nel 1967. Debuttò in teatro nel musical De Stunt e nel 1968 ha ricoperto un piccolo ruolo nel musical Sweet Charity, con Jasperina de Jong nel ruolo principale. La collaborazione con Jasperina de Jong proseguì nel 1970-1971 con lo spettacolo De Jasperina Show. Nel frattempo, partecipò a programmi televisivi olandesi, tra cui Rust noch duur e gli spettacoli di Adèle Bloemendaal nel 1969-1970. Nei piccoli teatri ricevette ottime recensioni con il suo spettacolo di cabaret Tekstpierement, per il quale scrisse anche diverse canzoni.  
Nel 1972, Jos Brink si unì al gruppo, e insieme fondarono la compagnia teatrale Tekstpierement, che in breve tempo divenne una delle più importanti case di produzione nei Paesi Bassi.  
Inizialmente, il duo produsse diversi spettacoli di cabaret, ma in seguito Sanders e Brink iniziarono a creare musical. Nel 1979, Maskerade, il loro primo musical di lunga durata targato Tekstpierement, ebbe un grande successo. In seguito, seguirono altri musical di successo come Amerika Amerika (1981), Max Havelaar, Evenaar (1983-1985), Madame Arthur (1985-1987), Revue, Revue e Zzinderella (1995-1997). Oltre alle loro produzioni, Sanders e Brink fondarono un gruppo musicale per giovani talenti: Star.  
I due artisti ebbero anche una relazione personale, che culminò nel loro matrimonio.
Durante la ripresa di Zzinderella nel 1997, a Sanders fu diagnosticato un tumore al polmone. Le restanti rappresentazioni furono cancellate e seguì un periodo di malattia. Tuttavia, nel 1998, contro ogni previsione, venne dichiarato completamente guarito.  
Oltre alla produzione e alla recitazione, ebbe un altro sogno, che riuscì a realizzare alla fine degli anni novanta: nel 1998, insieme a Steven Moonen, fondò la Frank Sanders' Akademie voor Musicaltheater, che aprì le porte il 1º settembre 1998. L'accademia offre un corso professionale a tempo pieno di quattro anni per la formazione nel teatro musicale.  
Il 26 luglio 2007 fu annunciato che il marito, Jos Brink, si era ammalato di un cancro all'intestino con metastasi ai polmoni, ai linfonodi e alle ossa. Morì poche settimane dopo.  
Dopo la scomparsa di Jos Brink, diede a Tekstpierement un nuovo scopo: promuovere il talento. Per questo istituì la Frank Sanders Musicalbeurs e la Jos Brink Genesius Penning. La borsa di studio era destinata ai creatori di musical originali olandesi ed è stata assegnata cinque volte. La penning, inizialmente assegnata tra il 2009 e il 2015 a un neodiplomato dell'Accademia di Musical, dal 2015 viene conferita a un artista con un talento eccezionale nel mondo dello spettacolo.  
Dopo oltre 17 anni lontano dal palcoscenico, nel 2014 tornò a recitare nel musical The Rozettes, prodotto da Christian Seykens. Lo spettacolo, scritto da Allard Blom, includeva un repertorio di celebri canzoni (con direzione musicale di Guus van Wolde) e la regia di Paul van Ewijk. Nelle prime rappresentazioni, Sanders recitava accanto a Sander Vissers, Wesley de Ridder e Ruben Kuppens, mentre nella successiva ripresa Wesley e Ruben furono sostituiti da Ivo Chundro e Ara Halici. Nel 2015, all'età di 69 anni, recitò con Barrie Stevens, allora 71enne, nella produzione The Rozettes - Oude liefde, nieuwe show. Nel 2016, The Rozettes si concluse con una serie di spettacoli al ristorante Le Garage di Joop Braakhekke, con l'aggiunta di Marjolijn Touw al cast. Sanders interpretò il ruolo della drag queen Lady Felice per tutti e tre i suoi anni di programmazione.  
Dopo tre stagioni di The Rozettes, venne creata una versione spin-off sotto forma di talk show musicale: Een Avond met Lady Felice & Frank Sanders, in cui appariva nella prima parte dello spettacolo nei panni del suo alter ego Lady Felice, mentre nella seconda parte si esibiva come se stesso. Ogni serata vedeva la partecipazione di ospiti speciali, tra cui Stanley Burleson, Richard Groenendijk, Marjolijn Touw, André van Duin, Anne-Wil Blankers e altri.